# Kandyca minima
Kandyca minima is een hooiwagen uit de familie Trionyxellidae.